# Govern de l'Índia
El Govern de l'Índia, oficialment conegut com el Govern de la Unió, i també conegut com a Govern Central, va ser establert per la Constitució de l'Índia, i és l'autoritat de govern de la unió dels 28 estats i set territoris de la Unió, de manera col·lectiva el nom de República de l'Índia. Està assentat a Nova Delhi, la capital de l'Índia.